# Kašpar Lén Mstitel
Kašpar Lén mstitel je naturalistický román, který napsal Karel Matěj Čapek-Chod, vyšel v roce 1908. Jedná se o příběh muže, který se rozhodne pomstít svůdci své milé.

## Děj
Kašpar Lén, zedník, se po třech letech vojny vrací do Prahy a hledá v činžovním domě, kde dříve bydlel, zedníka Kryštofa, u něhož bydlel v podnájmu. Kryštof už ale v bytě nebydlí. Od sousedů se Kašpar dovídá, že kupec Konopík uvrhl rodinu do neštěstí a Kryštofovu dceru Mařku, kterou měl Kašpar dlouze rád, zkazil - stala se z ní prostitutka. Kašpar ke Konopíkovi pocítí nenávist a touží po pomstě. Rozhodne se Konopíka zabít. Konopík si staví dům, Kašpar na stavbě také pracuje a přitom spřádá plány, jak ukojit svou pomstu. Jednou se opije, hodí na Konopíka cihlu a tím ho zabíjí. Na stavbě v té době pracuje jen pár dělníků, takže na Kašpara hned padne podezření a je postaven před soud. Kašpar během pobytu ve věznění zchátrá duševně i tělesně a není u soudu příliš duchem přítomen. Celou výpověď u soudu pronese cikánka Růžena, která k Lénovi cítí velkou náklonnost a snaží se mu pomoci. Když je Kašpar Lén tázán, jak se věc přihodila, povstane a z úst mu vytryskne krev, zavrávorá a klesne na zem - mrtev. Mařka, která u přelíčení také je, v důsledku procesu utrpí velký psychický otřes.

## Filmová adaptace
V roce 1959 byl natočen film Mstitel na motivy tohoto románu. Režie - Karel Steklý, herci v hlavních rolích - Radoslav Brzobohatý a Ivanka Devátá.